# James M. Griggs

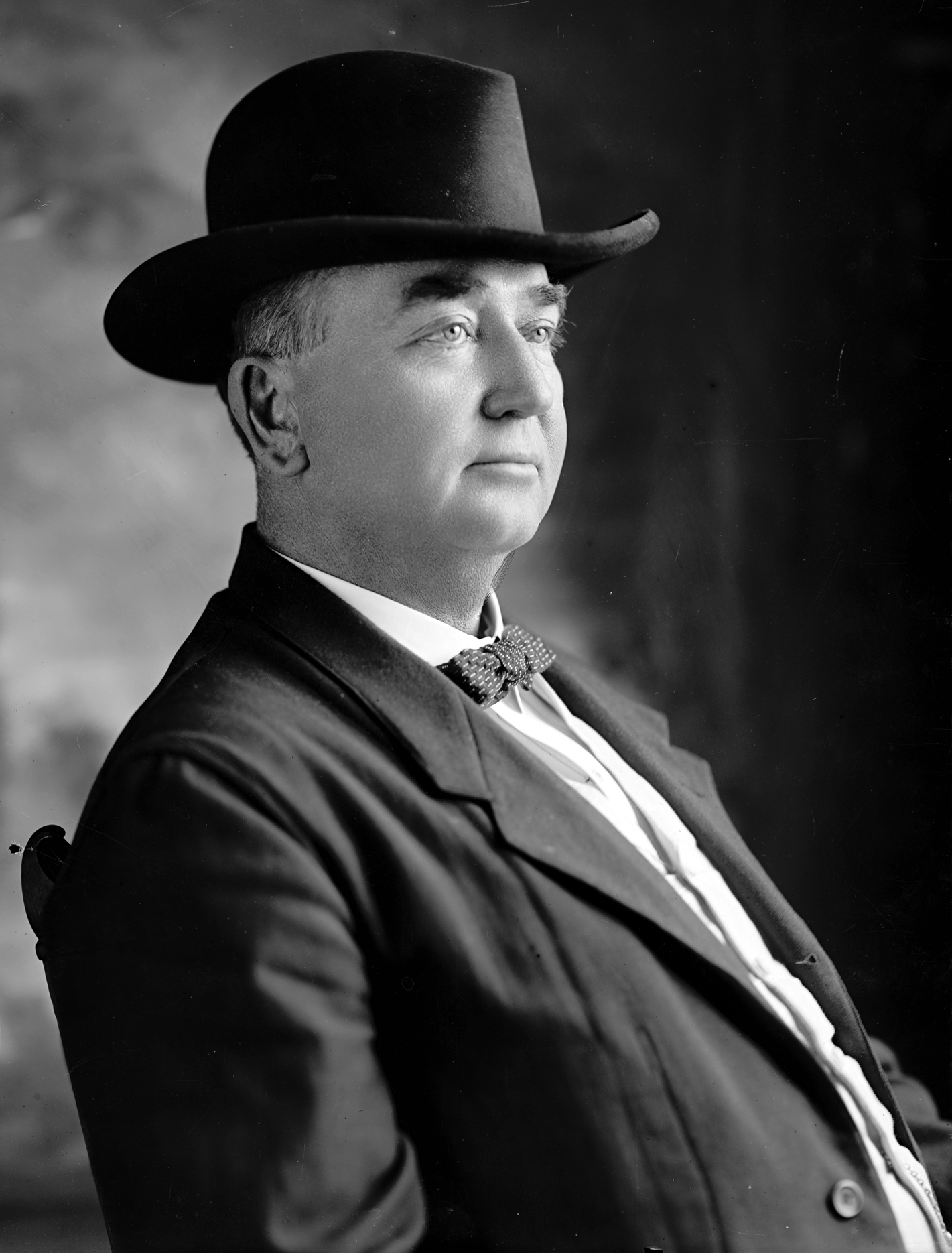
James M. Griggs

James Mathews Griggs (* 29. März 1861 in LaGrange, Troup County, Georgia; † 5. Januar 1910 in Dawson, Georgia) war ein US-amerikanischer Politiker. Zwischen 1897 und 1910 vertrat er den Bundesstaat Georgia im US-Repräsentantenhaus.

## Werdegang
James Griggs besuchte die öffentlichen Schulen seiner Heimat und danach bis 1881 das Peabody Normal College in Nashville (Tennessee). Anschließend war er für einige Zeit als Lehrer tätig. Nach einem anschließenden Jurastudium und seiner im Jahr 1883 erfolgten Zulassung als Rechtsanwalt begann er in Alapaha in seinem neuen Beruf zu arbeiten. Gleichzeitig stieg er auch in das Zeitungsgeschäft ein. Im Jahr 1885 zog Griggs in das Dawson County. Zwischen 1888 und 1893 war er Staatsanwalt im Pataula-Bezirk; danach arbeitete er dort bis 1896 als Richter.
Politisch war Griggs Mitglied der Demokratischen Partei. Im Juni 1892 war er Delegierter zur Democratic National Convention in Chicago, auf der Ex-Präsident Grover Cleveland noch einmal als Präsidentschaftskandidat nominiert wurde. Bei den Kongresswahlen des Jahres 1896 wurde Griggs im zweiten Wahlbezirk von Georgia in das US-Repräsentantenhaus in Washington, D.C. gewählt, wo er am 4. März 1897 die Nachfolge von Benjamin E. Russell antrat. Nach sechs Wiederwahlen konnte er bis zu seinem Tod am 5. Januar 1910 im Kongress verbleiben. In diese Zeit fiel der Spanisch-Amerikanische Krieg von 1898. Zwischen 1904 und 1908 leitete Griggs das Democratic Congressional Campaign Committee.